# Episiphon sominium
Episiphon sominium är en blötdjursart som först beskrevs av Takashi A. Okutani 1964.  Episiphon sominium ingår i släktet Episiphon och familjen Gadilinidae. Inga underarter finns listade i Catalogue of Life.